# 머스코기어 위키백과
머스코기어 위키백과는 머스코기어로 운영되는 위키백과 언어판이다. 2004년 8월 26일에 시작되었다. 기호는 mus이다.